# Pietro Cataldi
Pietro Antonio Cataldi, född 15 april 1548 i Bologna, död 11 februari 1626 i Bologna, var en italiensk matematiker. Han visade att 131071 och 524287 är Mersenneprimtal år 1588. Samma år upptäckte han även två nya perfekta tal, 8589869056 och 137438691328.